# Pseudoxenicotela ashantica
Pseudoxenicotela ashantica är en skalbaggsart som beskrevs av Stefan von Breuning 1959. Pseudoxenicotela ashantica ingår i släktet Pseudoxenicotela och familjen långhorningar.
Artens utbredningsområde är Ghana. Inga underarter finns listade i Catalogue of Life.